# San Felipe, Delstaten Mexiko
San Felipe är en ort i Mexiko.   Den ligger i kommunen Villa Guerrero och delstaten Mexiko, i den sydöstra delen av landet, 80 km sydväst om huvudstaden Mexico City. San Felipe ligger 2 038 meter över havet och antalet invånare är 697.
Terrängen runt San Felipe är kuperad. Runt San Felipe är det ganska tätbefolkat, med 199 invånare per kvadratkilometer. Närmaste större samhälle är Ixtapan de la Sal, 10,2 km söder om San Felipe. I omgivningarna runt San Felipe växer huvudsakligen savannskog.